# Rijksstad Wetzlar
De rijksstad Wetzlar was een tot de Boven-Rijnse Kreits behorende rijksstad binnen het Heilige Roomse Rijk.
De plaats bestond nog niet in de achtste en eerste helft van de negende eeuw. De oorsprong is waarschijnlijk een versterkte nederzetting van de graven uit de dynastie der Konradijnen. In 897 liet graaf Gebhard van Franconië de kerk te Wetzlar wijden door zijn broer bisschop Rudolf I van Würzburg. Aan de kerk was ook een sticht verbonden dat na het uitsterven van de Konradijnen in het midden van de tiende eeuw aan het Rijk valt. Voor keizer Frederik I Barbarossa vormde Wetzlar het noordelijke steunpunt van zijn bezittingen in de Wetterau. Tussen 1165 en 1180 was Wetzlar een stad, dankzij privileges van deze keizer. De keizer benoemde de heren van Merenberg tot erfelijk rijksvoogd. Na het uitsterven van deze heren kwam het ambt aan hun erfgenamen, de graven van Nassau-Weilburg. Na een aanvankelijke economische bloei begon in het midden van de veertiende eeuw het verval. De landgraven van Hessen en de graven van Solms bedreigden de zelfstandigheid van de stad. Na de verwoesting van Spiers door Franse troepen in 1689 werd het Rijkskamergerecht naar Wetzlar verplaatst, waar het in 1693 zijn werkzaamheden voortzet.
In de Reichsdeputationshauptschluss van 25 februari 1803 werd in paragraaf 25 de inlijving bij het keurvorstendom van de aartskanselier vastgesteld als graafschap Wetzlar. In artikel 4 van de Rijnbondsacte van 12 juli 1806 werd vastgelegd dat de keurvorst vervangen werd door die van vorst-primaat. In 1810 werd de titel opnieuw veranderd, nu in groothertog van Frankfurt. Na de val van Napoleon werd het groothertogdom Frankfurt opgeheven en werd Wetzlar door het congres van Wenen in 1815 aan het koninkrijk Pruisen toegekend.